# Robison (Familienname)
Robison ist ein Familienname. Zu Herkunft und Bedeutung siehe Robinson.

## Namensträger
- Arthur Robison (1883–1935), deutscher Filmregisseur und Drehbuchautor
- Barry Robison, US-amerikanischer Szenenbildner
- Carson Robison (1890–1957), US-amerikanischer Countrysänger
- Danny Robison († 2014), US-amerikanischer Pokerspieler
- David Fullerton Robison (1816–1859), US-amerikanischer Politiker
- Emily Robison (* 1972), US-amerikanische Musikerin
- Jim Robison (Bridgespieler) (* 1942), US-amerikanischer Bridgespieler
- Jim Robison (Filmproduzent), australischer Filmproduzent
- James Macfarlane Robison (1927–2015), australischer Fußballspieler
- Jim Robison (Fußballspieler) (bl 1924/26), australischer Fußballspieler und Torwart
- John Robison (Physiker) (1739–1805), schottischer Physiker und Mathematiker
- John Robison (Erfinder) (1778–1843), schottischer Erfinder und Autor
- John Elder Robison (* 1957), US-amerikanischer Autor
- John J. Robison, US-amerikanischer Politiker
- Howard W. Robison (1915–1987), US-amerikanischer Politiker
- Larry Robison (1957–2000), US-amerikanischer Mörder
- Paula Robison (* 1941), US-amerikanische Flötistin und Musikpädagogin
- Richard A. Robison (* 1933), US-amerikanischer Paläontologe
- Samuel Robison (1867–1952), US-amerikanischer Admiral
- Shona Robison (* 1966), schottische Politikerin
- Willard Robison (1894–1968), US-amerikanischer Sänger, Pianist, Bandleader und Komponist